# Cortinarius laniger
Cortinarius laniger (Elias Magnus Fries, 1838) a încrengăturii Basidiomycota, din familia Cortinariaceae și de genul Cortinarius, este o ciupercă necomestibilă răspândită, dar destul de rar întâlnită care coabitează, fiind un simbiont micoriza (formează micorize pe rădăcinile arborilor). Un nume popular nu este cunoscut. În România, Basarabia și Bucovina de Nord trăiește de la câmpie la munte în grupuri mai mici pe sol calcaros, în păduri de conifere sub molizi și brazi, cu predilecție între mușchi. Timpul apariției este din (iulie) august până în noiembrie.

## Taxonomie

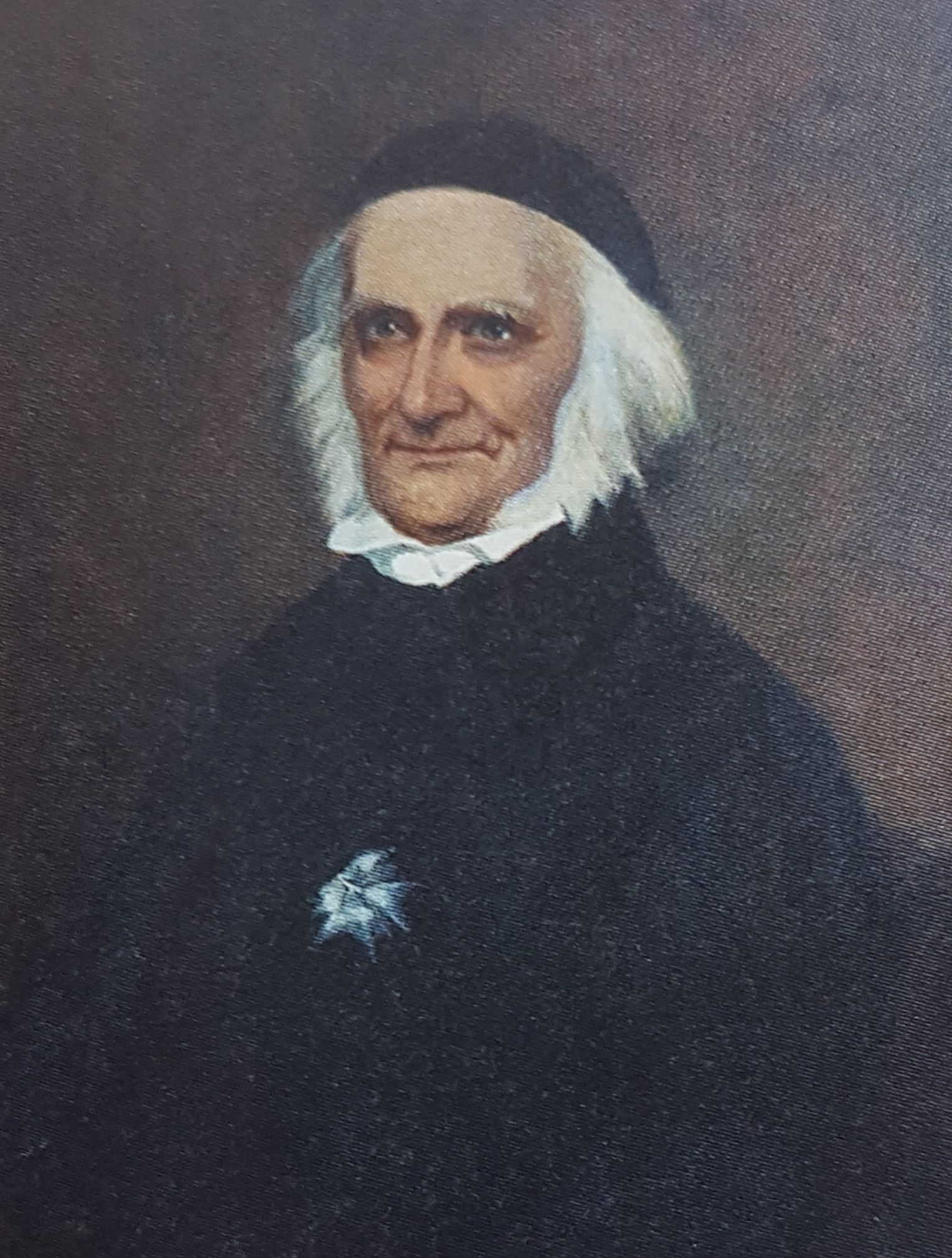
Elias Fries

Numele binomial Cortinarius laniger a fost determinat de renumitul micolog suedez Elias Magnus Fries, de verificat în cartea sa Epicrisis systematis mycologici, seu synopsis hymenomycetum din 1838, fiind, de asemenea, numele curent valabil (2022).
Sinonime acceptate sunt Gomphos laniger a micologului german Otto Kuntze din 1891, Hydrocybe lanigera a micologului austriac Meinhard Michael Moser din 1953 precum forma Cortinarius laniger f. laniger a lui Fries tot din 1838, și cea a micologilor francezi André Bidaud, Xavier Carteret & Patrick Reumaux din 2010, anume Cortinarius laniger f. macrosemen. Alte denumiri nu sunt cunoscute.
Epitetul specific este derivat din adjectivul latin (latină laniger=lânos, purtând lână), datorită aspectului general.

## Descriere

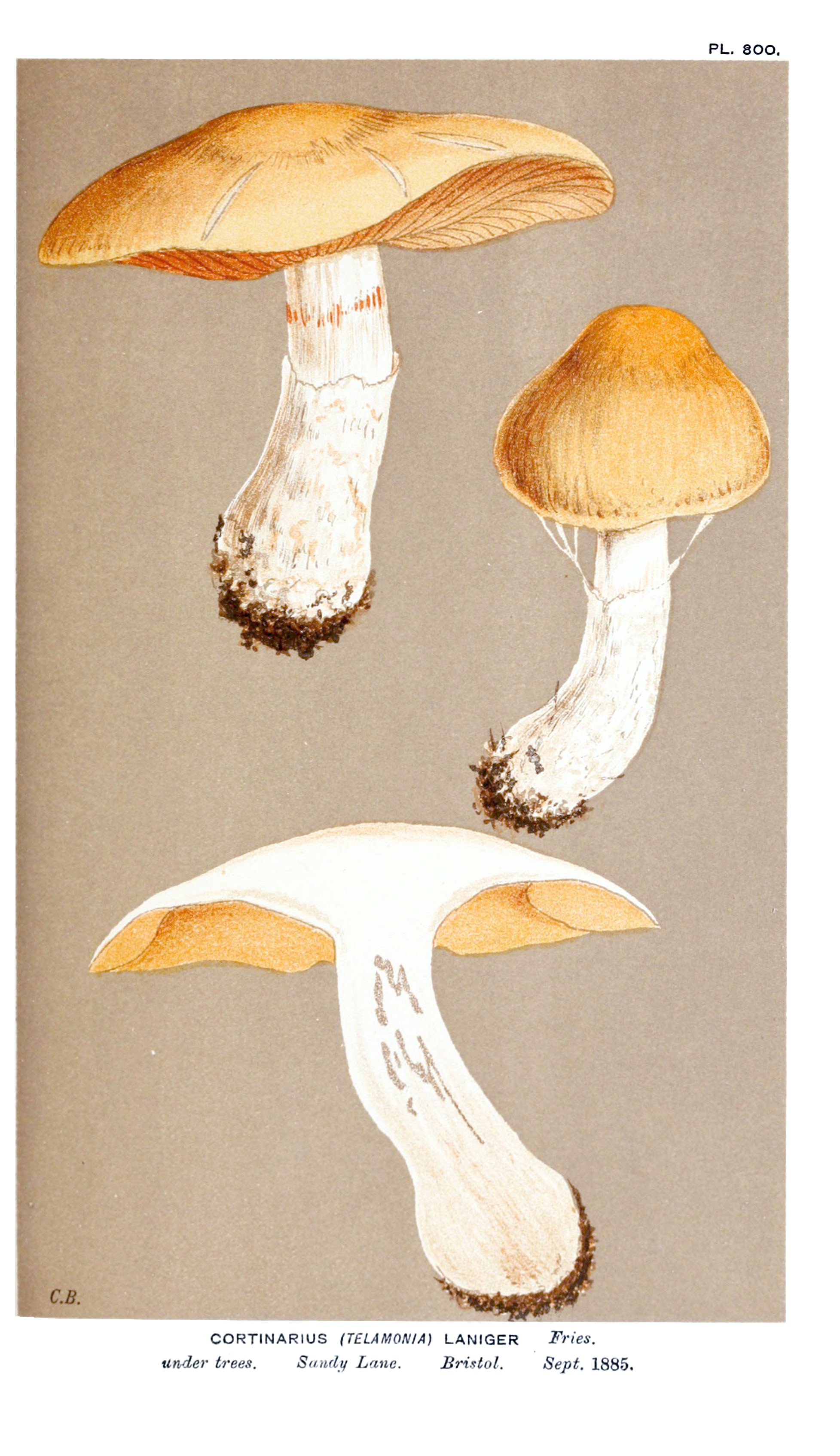
Cooke: Cortinarius laniger

- Pălăria: destul de cărnoasă cu un diametru de 4-9 (11) cm este la început boltită, apoi convexă până conică, cu marginea rulată înspre interior, la bătrânețe aplatizată nu rar puțin deprimată în centru cu sau fără o cocoașă tocită. Cuticula uscată este fin lânos-pâsloasă, în vârstă radial-fibroasă și spre mijloc lucios-mătăsoasă. Coloritul poate fi brun-portocaliu, galben-maroniu sau brun-roșcat, marginea fiind mai deschisă, albicios-cenușie.
- Lamelele: drepte și destul de apropiate sunt subțiri, cu lameluțe intercalate și bifurcate, slab bombat aderate la picior cu un dinte, ocazional chiar scurt decurente, fiind învăluite la început de o cortină albicioasă, formată din fibre foarte fine ca păienjeniș, resturile vălului parțial. Coloritul este la început viu brun-portocaliu, devenind cu avansarea în vârstă brun-roșiatic până brun de scorțișoară. Muchiile uneori puțin zimțate sunt albicioase.
- Piciorul: cu o înălțime de 6-10 (12) cm și o grosime de 1-2 cm (la vârf adesea doar 0,6 cm, la bază până la 3 cm) este fibros, robust, spre vârf subțiat, dar îngroșat în formă de măciucă la bază, fiind pentru mult timp plin pe dinăuntru, la bătrânețe însă tubular gol, formând adesea prin resturile vălului o zonă inelară destul de mare lânos-pâsloasă care se dizolvă cu timpul, lăsând în urmă o dungă în forma unui cordon de culoare mai deschisă. Suprafața este netedă, uscată, pentru mult timp albă, uneori cu o tentă violacee, apoi deschis brună.
- Carnea: fibroasă, este de culoare gri-albicioasă până palid brun-roșiatică care nu se decolorează după tăiere, mirosul fiind destul de puternic de ridiche și gustul blând.[3][4]
- Caracteristici microscopice: are spori cu o dimensiune de 8,8-10,7 x 6,0-7,0 microni ocru-gălbui, umflat elipsoidali, lat apicali, mai rar rotunjiți ovoidal, pe suprafață dens până moderat verucoși, verucile fiind fine până ceva mai grosolane. Pulberea lor este brun-ruginie. Basidiile cu 4 sterigme fiecare dar, de asemenea celulele marginale ale cistidelor (elemente sterile situate în stratul himenal sau printre celulele din pielița pălăriei și a piciorului, probabil cu rol de excreție)  sunt clavate. Legături cu catarame sunt prezente.[11][12]
- Reacții chimice: carnea se decolorează cu hidroxid de potasiu de 30% brun-cenușiu, cuticula negru, vălul parțial rămânând fără reacție.[13][14]

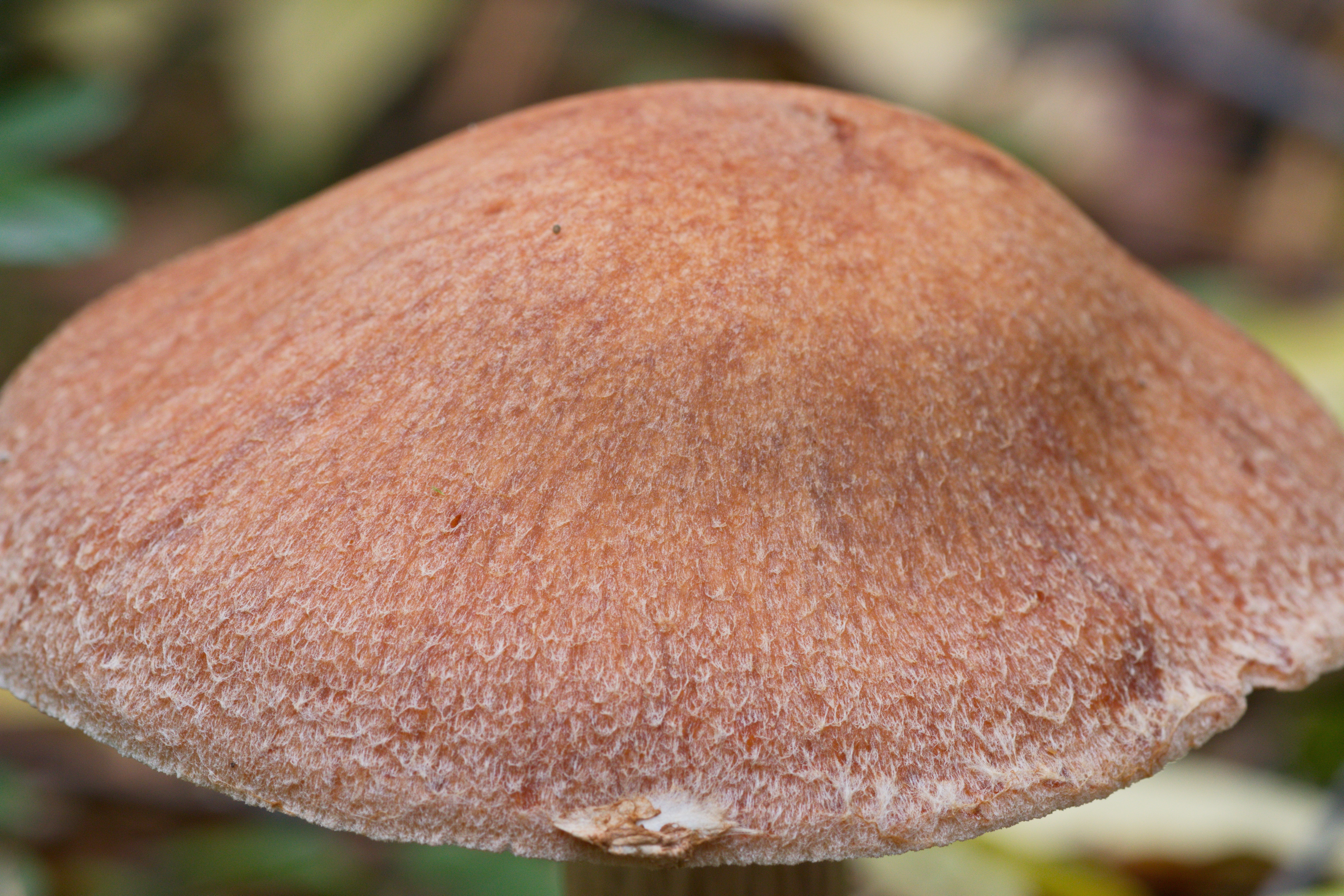
C. laniger, pălărie din apropiere
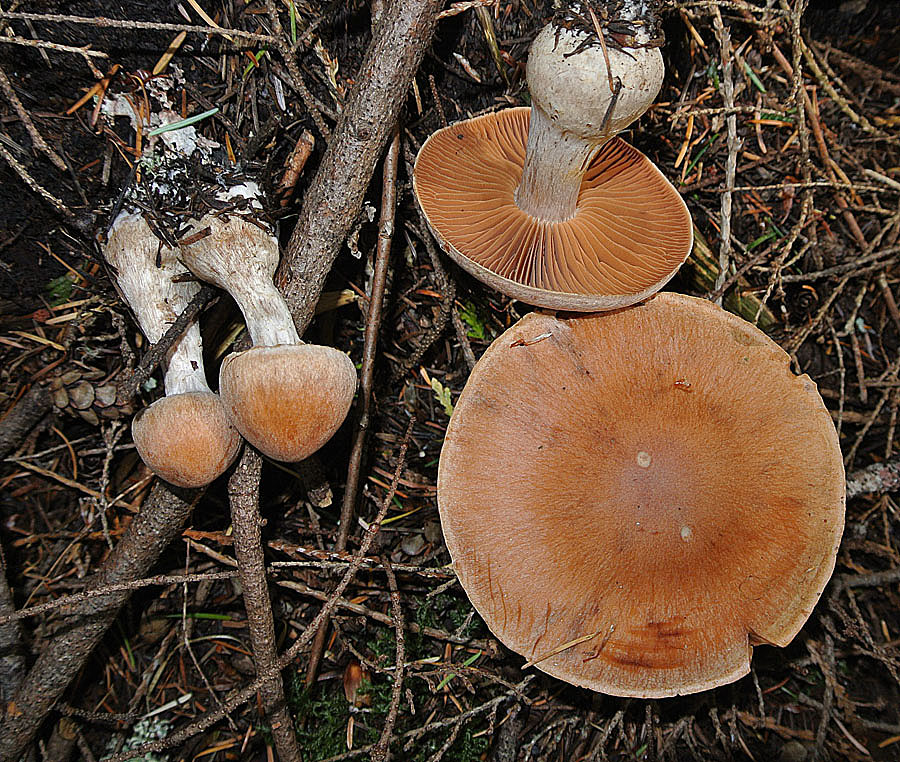
C. laniger, pălărie, lamele și picior
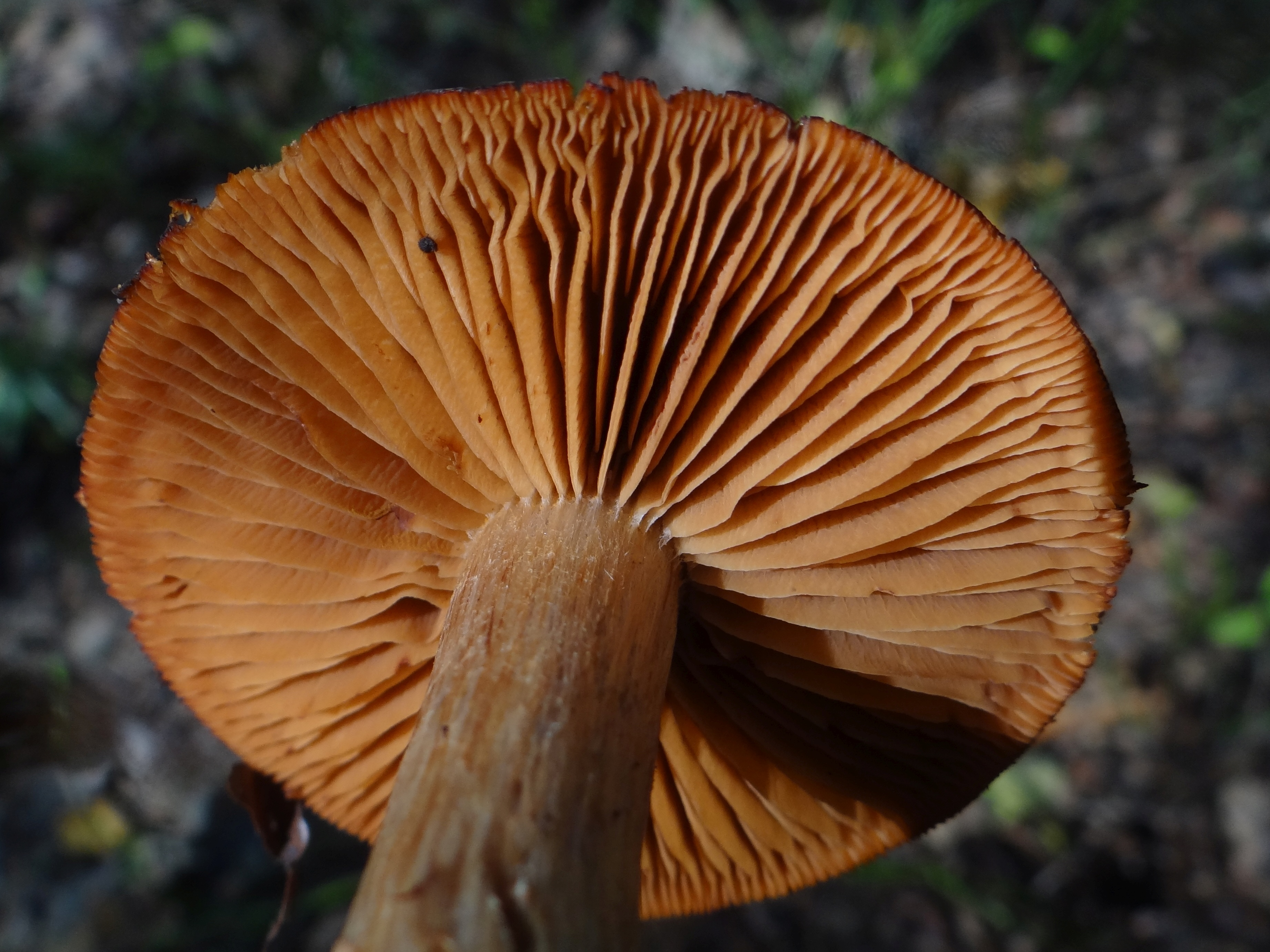
C. laniger, lamele din apropiere
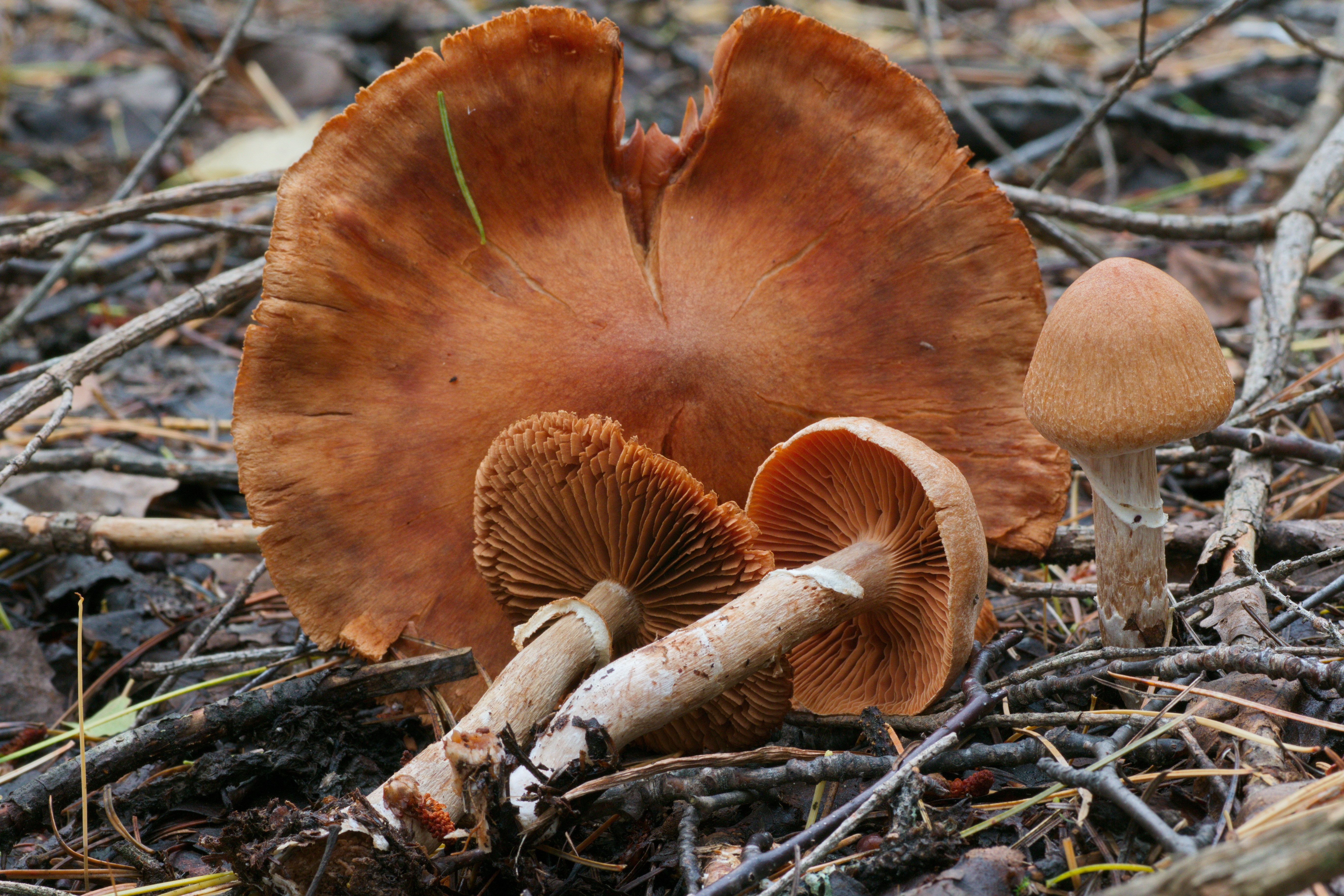
C. laniger în diverse stadii de evoluție

## Confuzii
Specia poate fi confundată de exemplu cu: Cortinarius alboviolaceus (necomestibil),  Cortinarius allutus, (comestibil, miros de miere, gust blând), Cortinarius anomalus (foarte asemănător, miros insistent dulcișor și de calitate culinară scăzută, se dezvoltă sub mesteceni și pini), Cortinarius balaustinus (comestibil), Cortinarius bivelus (necomestibil), Cortinarius bolaris (otrăvitor) Cortinarius cagei sin. Cortinarius bicolor (necomestibil), Cortinarius callisteus (otrăvitor), Cortinarius caninus (comestibil), Cortinarius cotoneus (otrăvitor), Cortinarius elegantissimus (otrăvitor), Cortinarius glaucopus (comestibil), Cortinarius hinnuleus (necomestibil), Cortinarius limonius (letal) Cortinarius orellanus (mortal),  Cortinarius rigens (necomestibil), Cortinarius rubellus (mortal) Cortinarius rubicundulus (otrăvitor), Cortinarius spilomeus (necomestibil), Cortinarius subtortus (necomestibil), Cortinarius terribilis (necomestibil) + imagini, Cortinarius triformis (necomestibil), Cortinarius torvus (necomestibil) sau Cortinarius venetus (otrăvitor).

## Specii asemănătoare în imagini

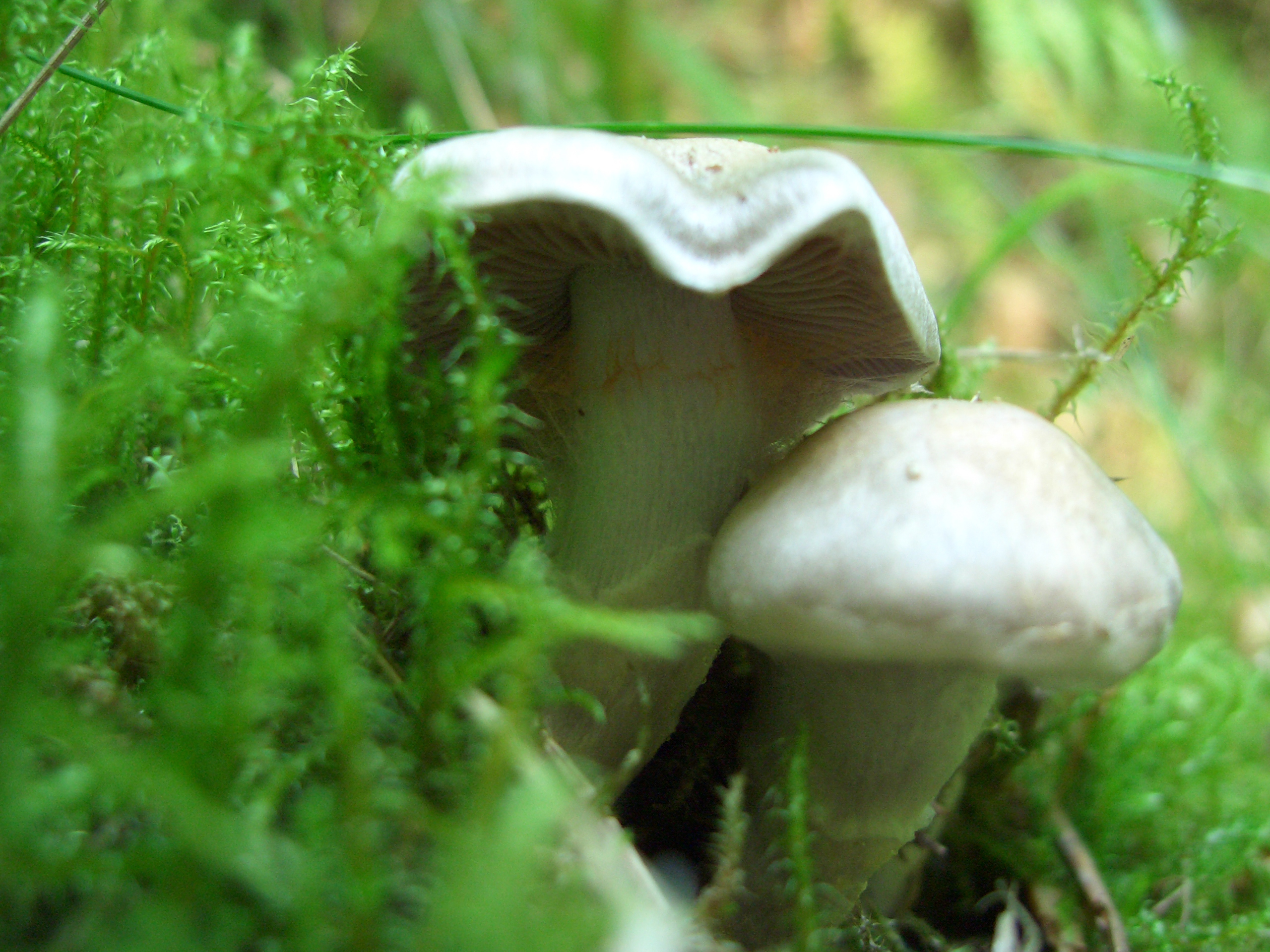
!Cortinarius alboviolaceus!
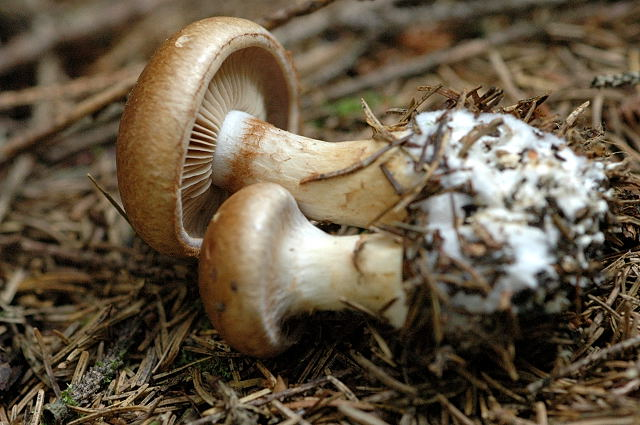
Cortinarius allutus
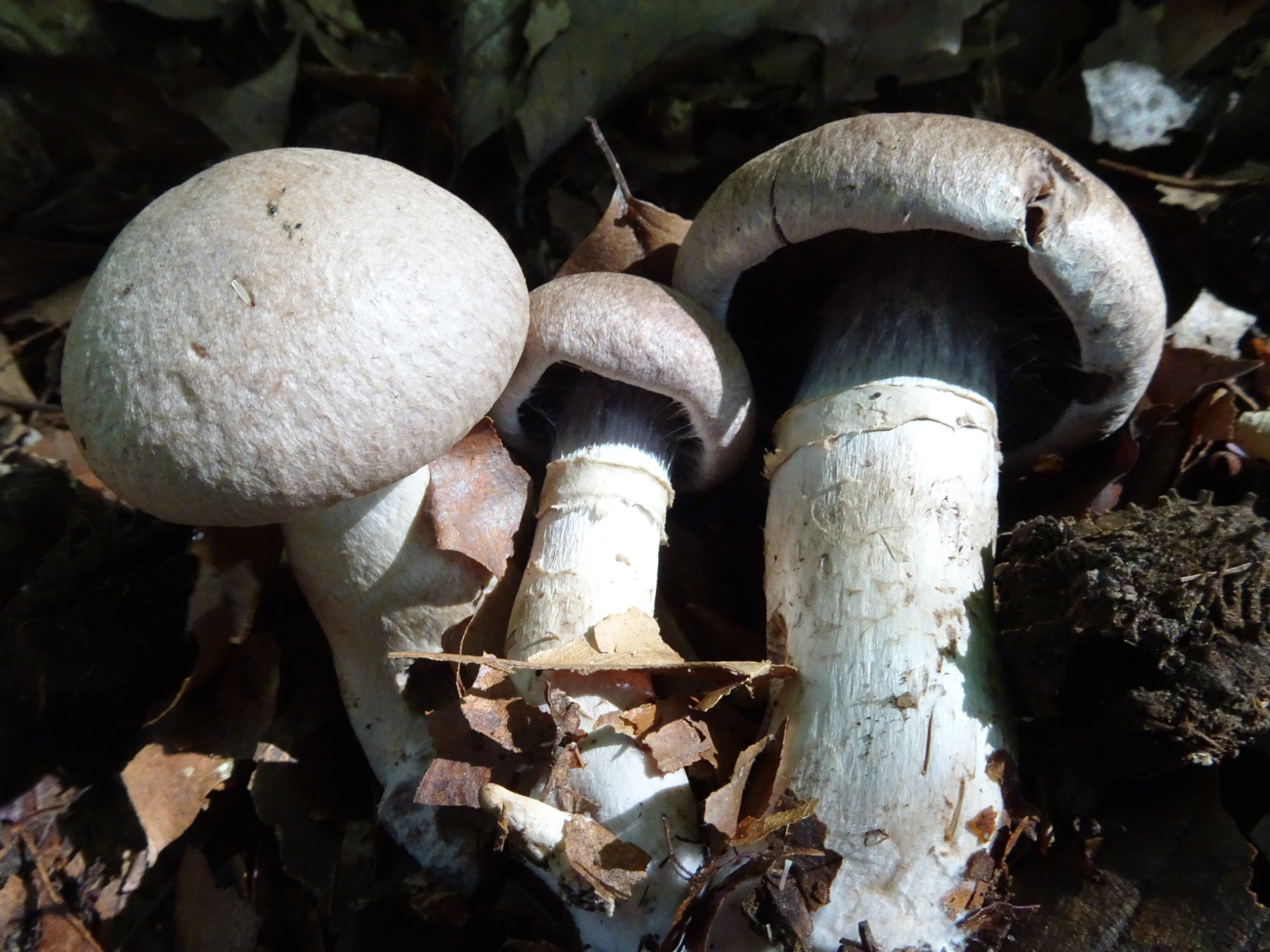
Cortinarius anomalus
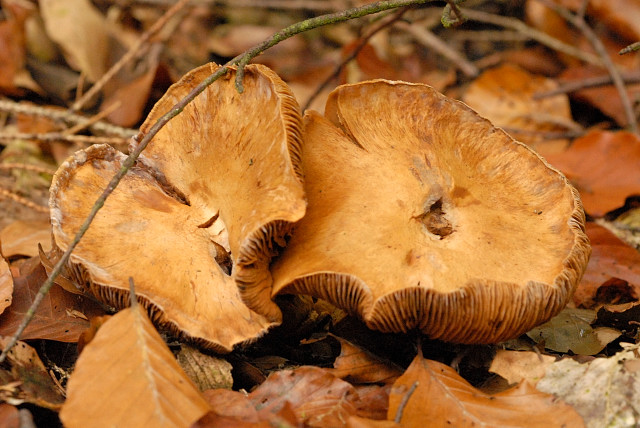
Cortinarius balaustinus
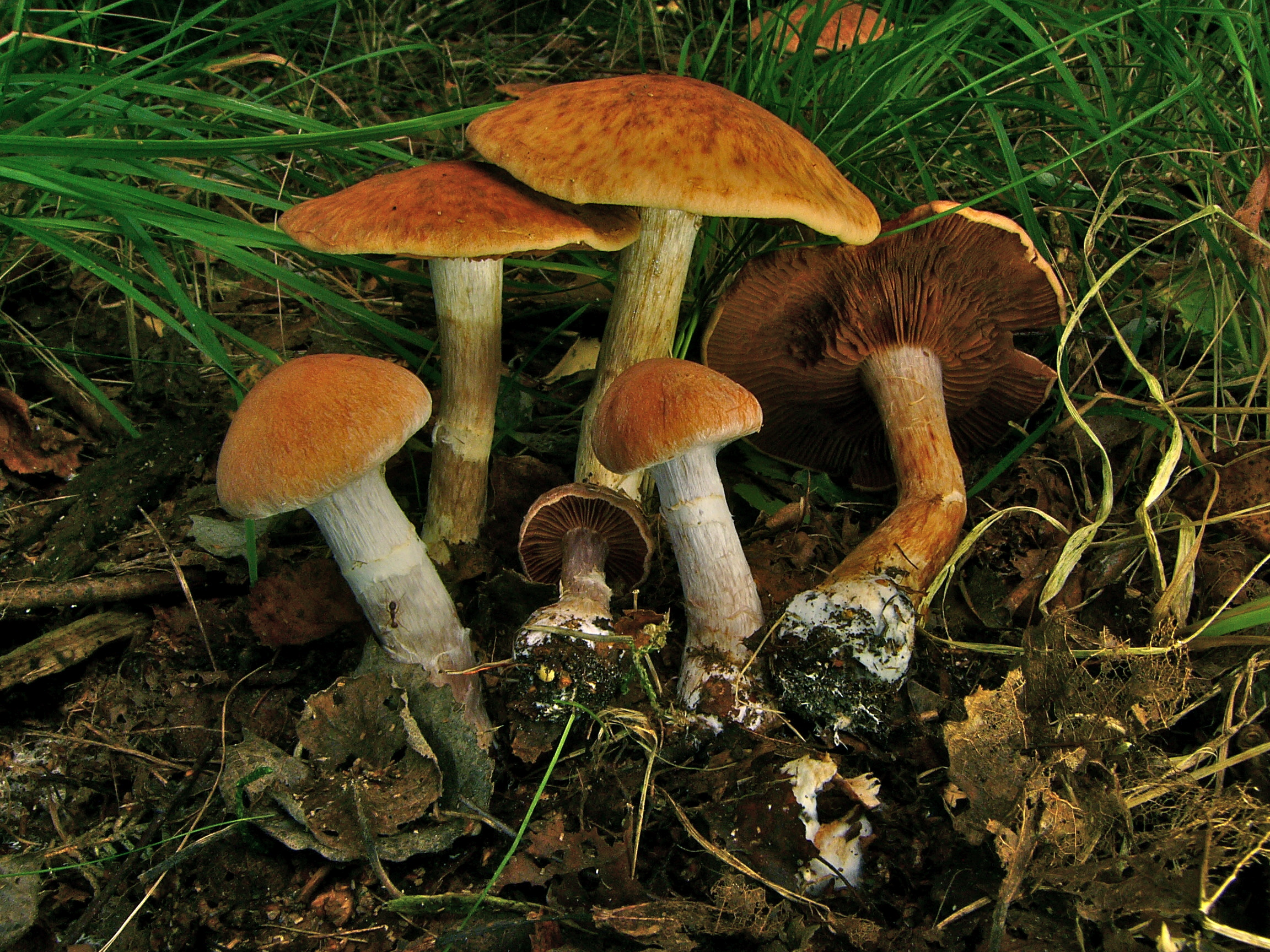
!Cortinarius bivelus!
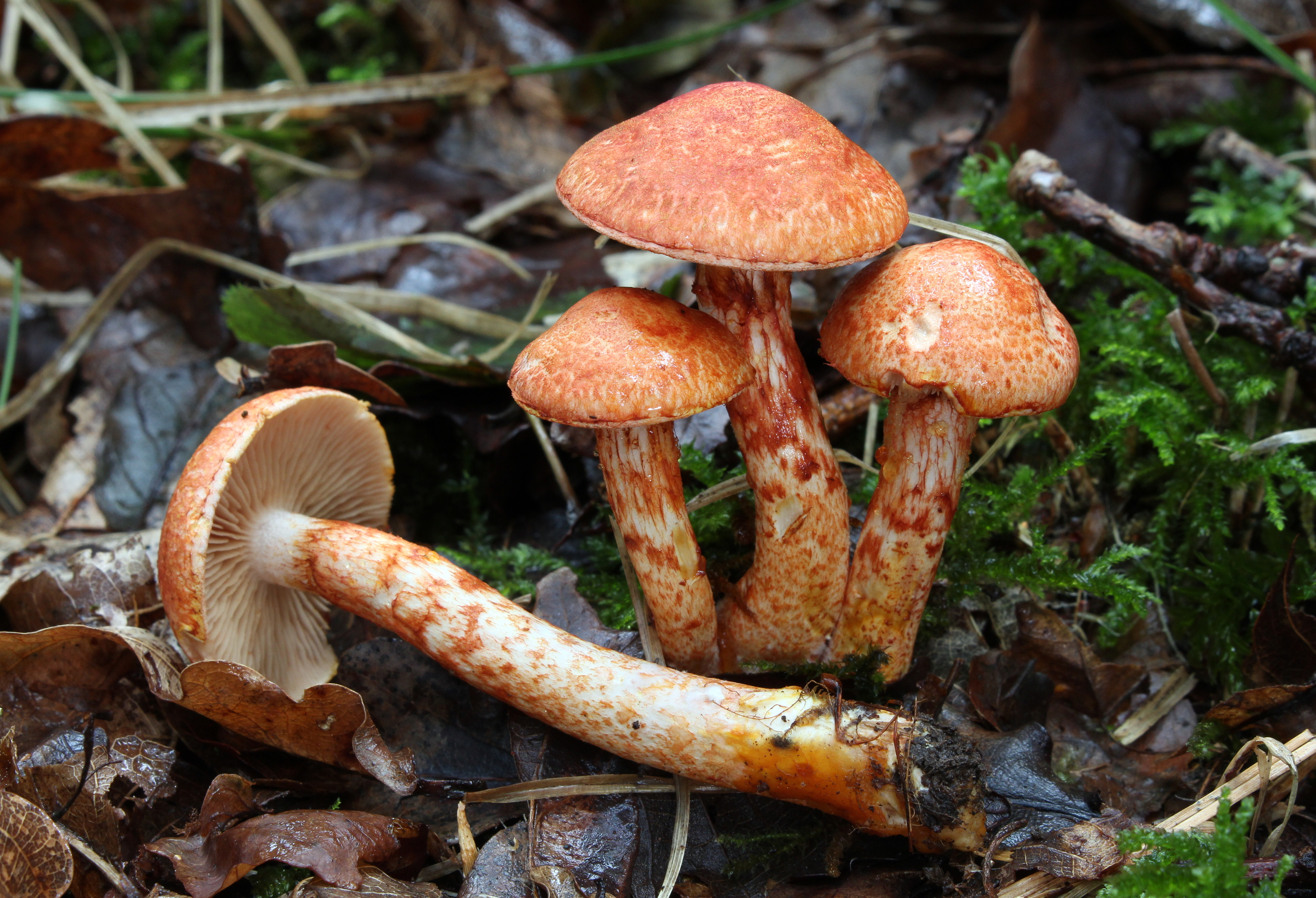
!!Cortinarius bolaris!!

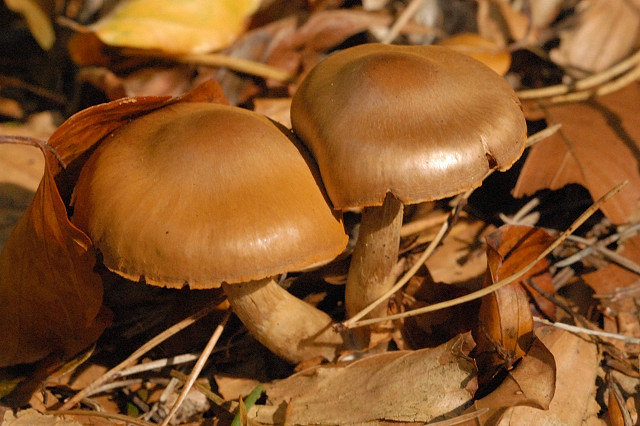
!Cortinarius cagei!
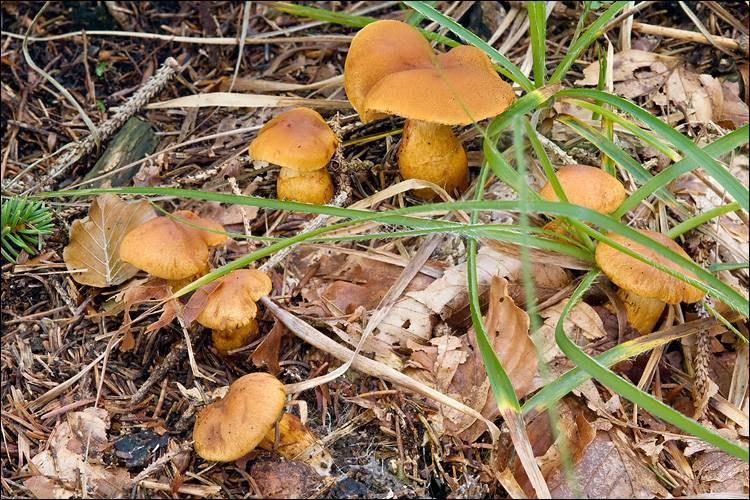
!!Cortinarius callisteus!!
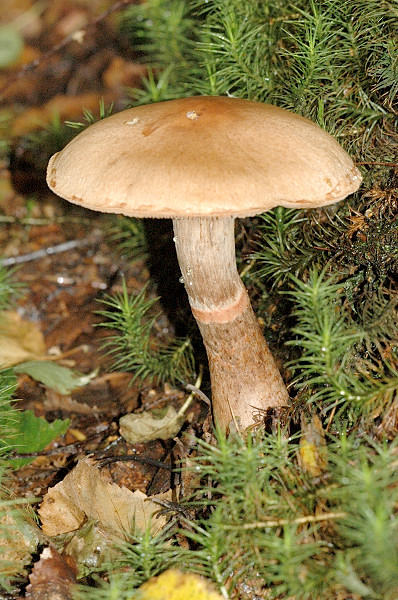
Cortinarius caninus
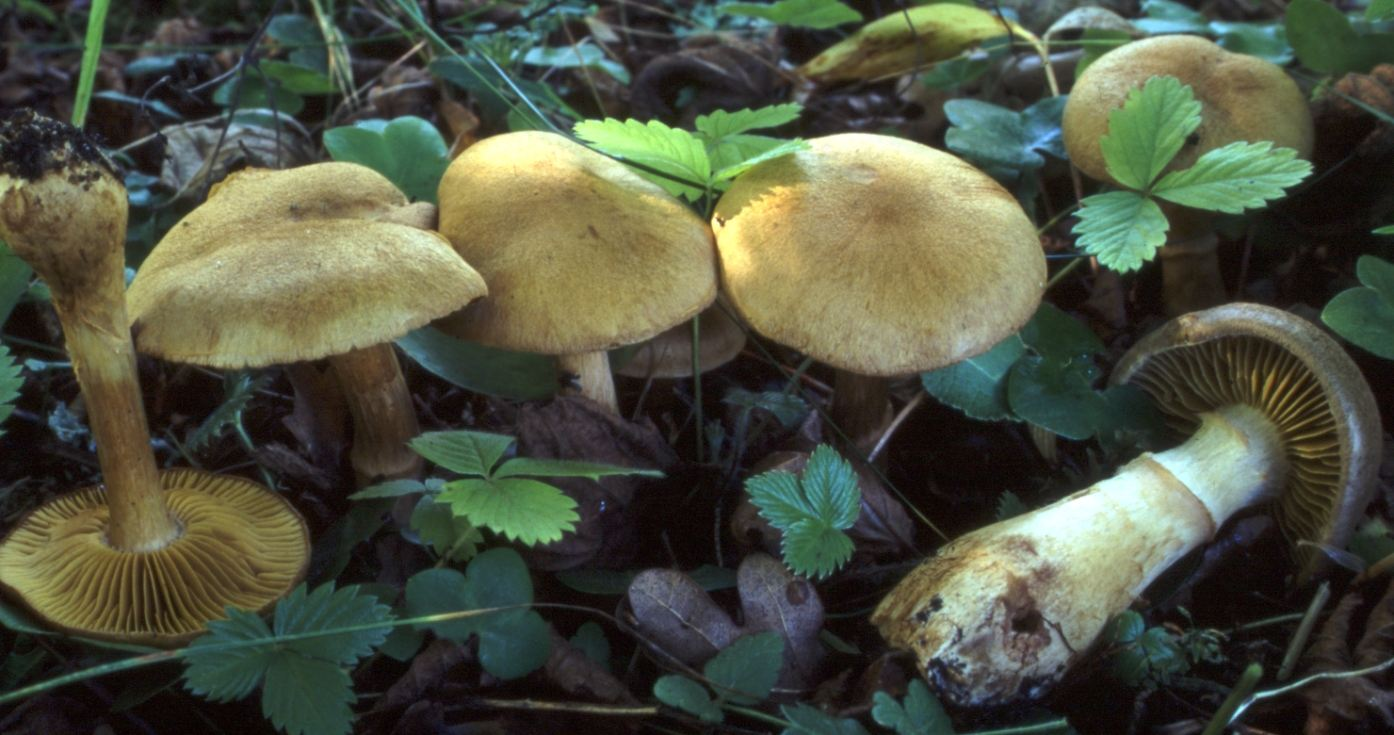
!!Cortinarius cotoneus!!
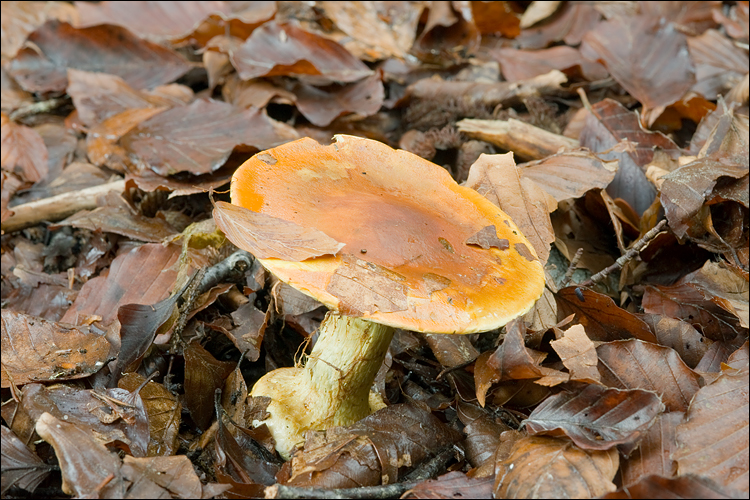
!!Cortinarius elegantissimus!!
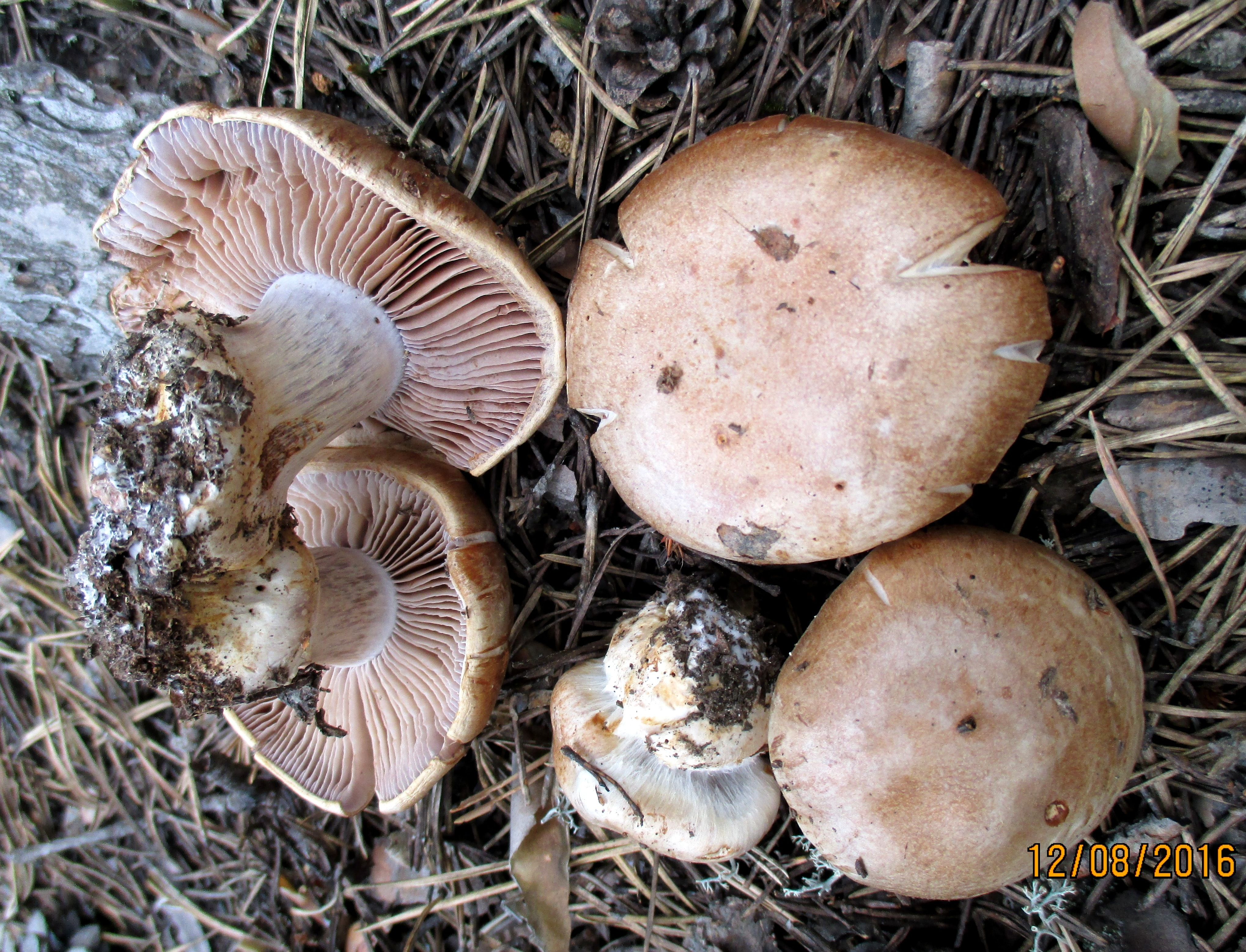
Cortinarius glaucopus

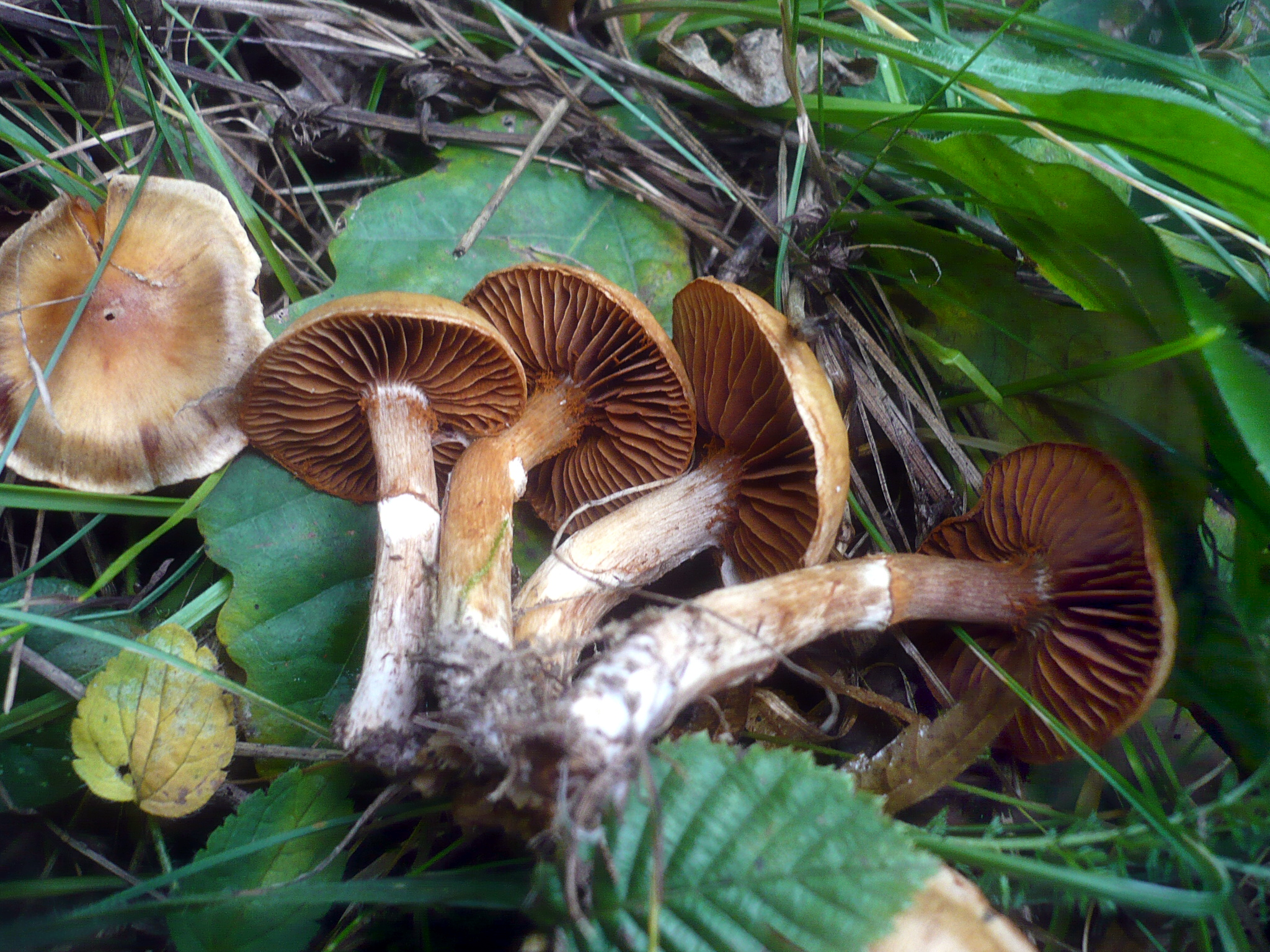
!Cortinarius hinnuleus!
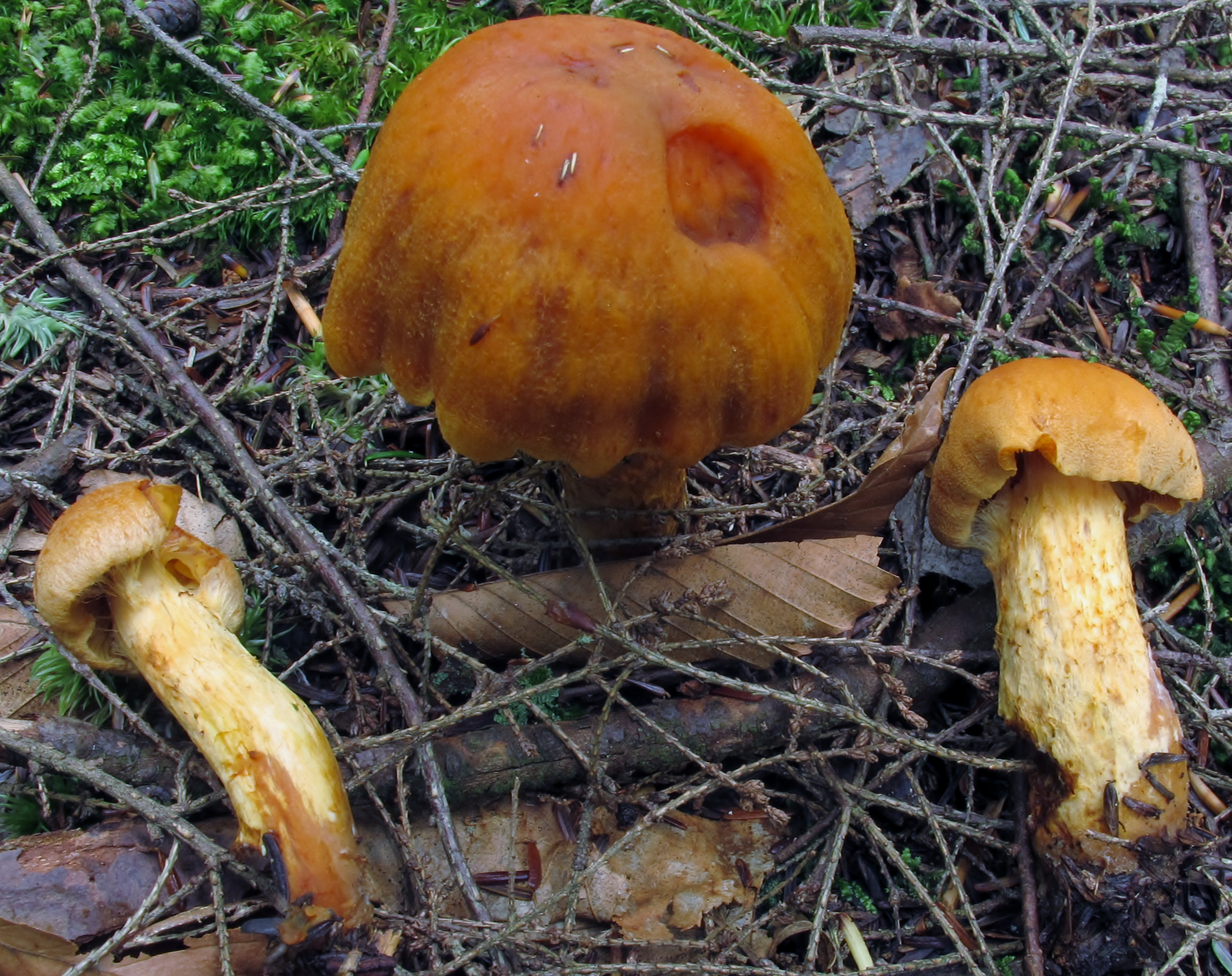
!!!Cortinarius limonius!!!
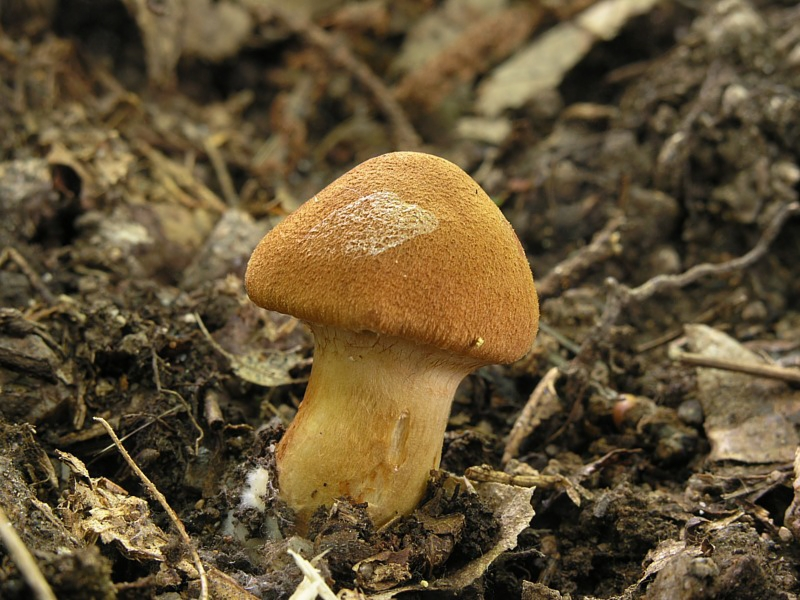
!!!Cortinarius orellanus!!!
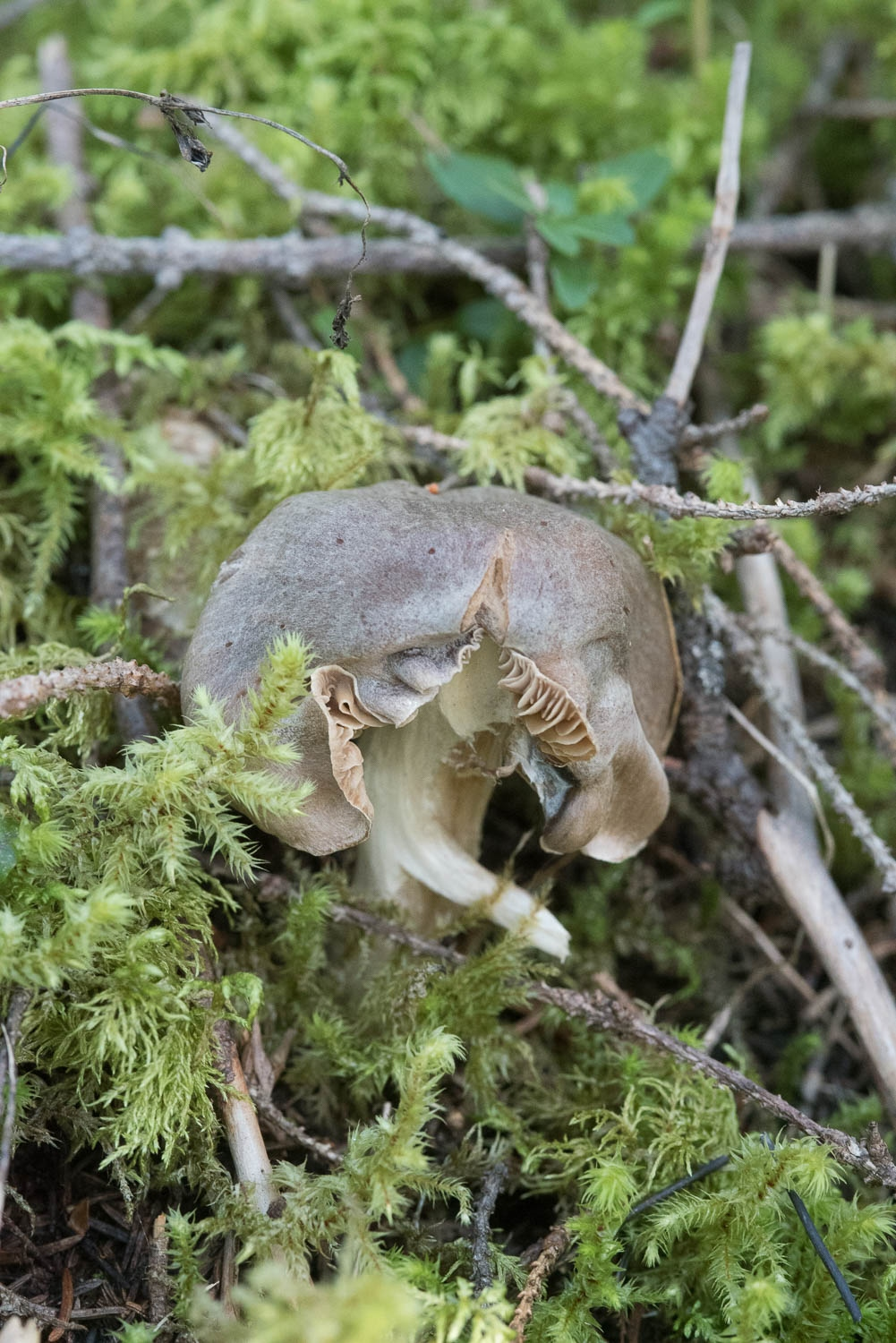
!Cortinarius rigens!
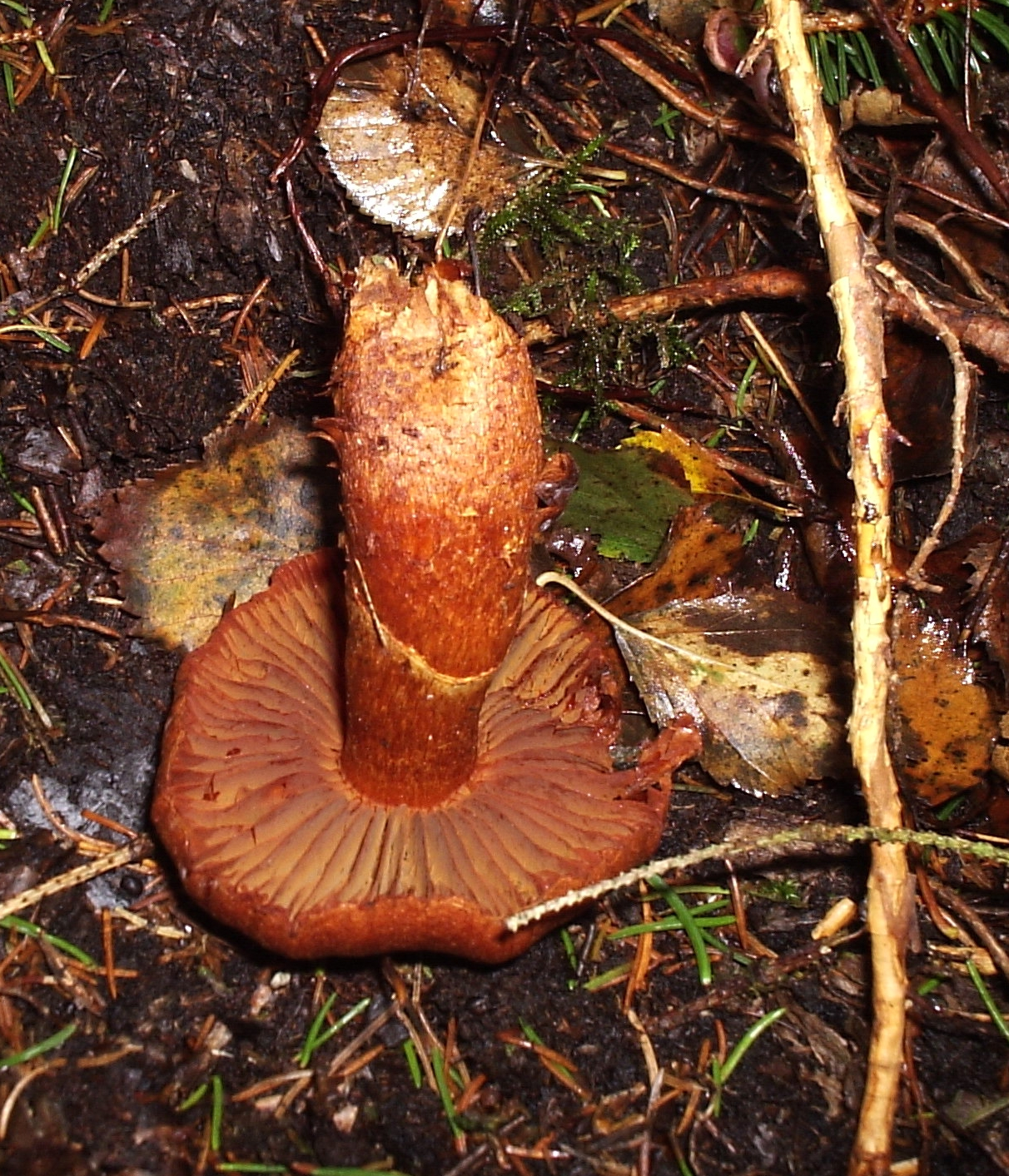
!!Cortinarius rubellus!!
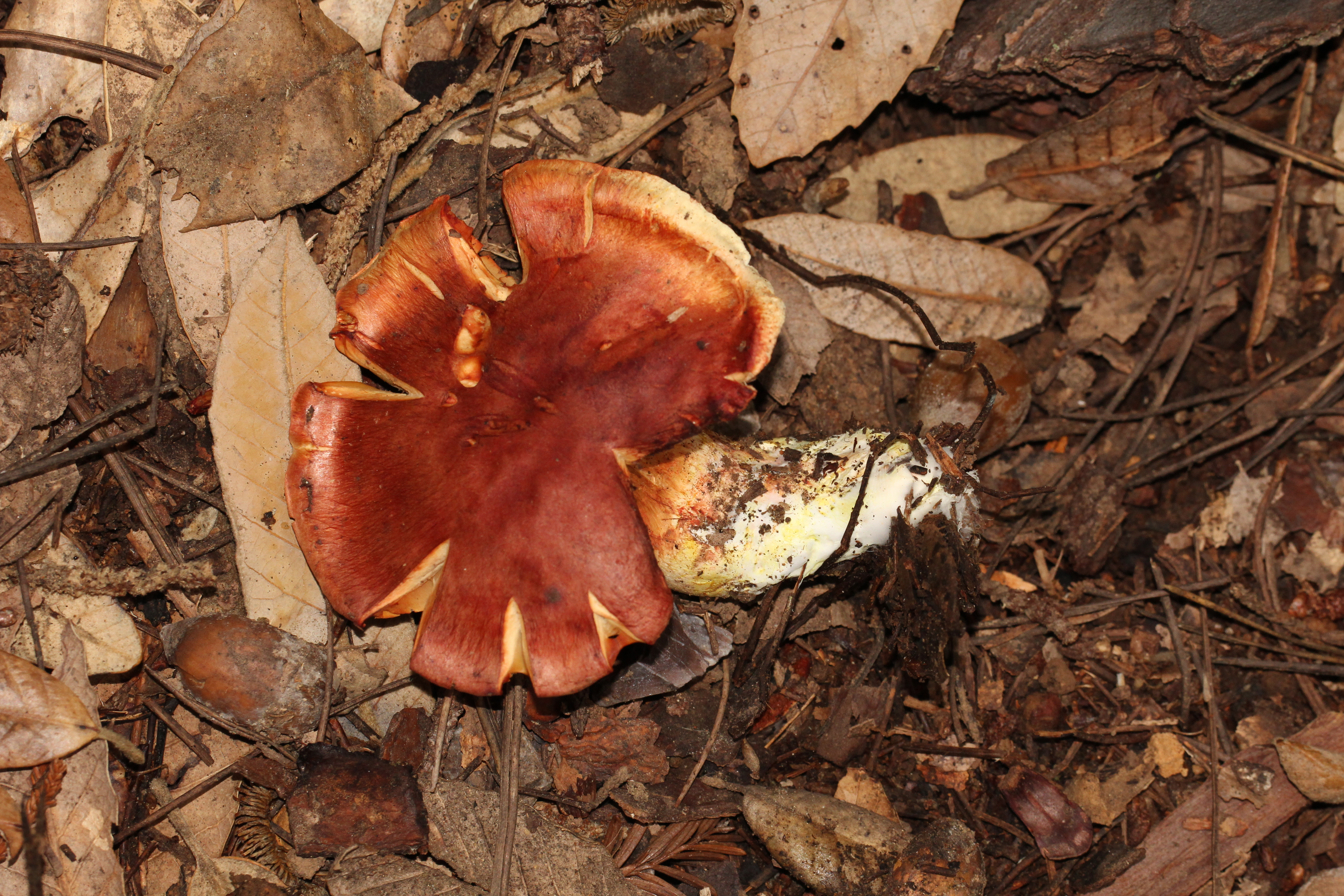
!!Cortinarius rubicundulus!!

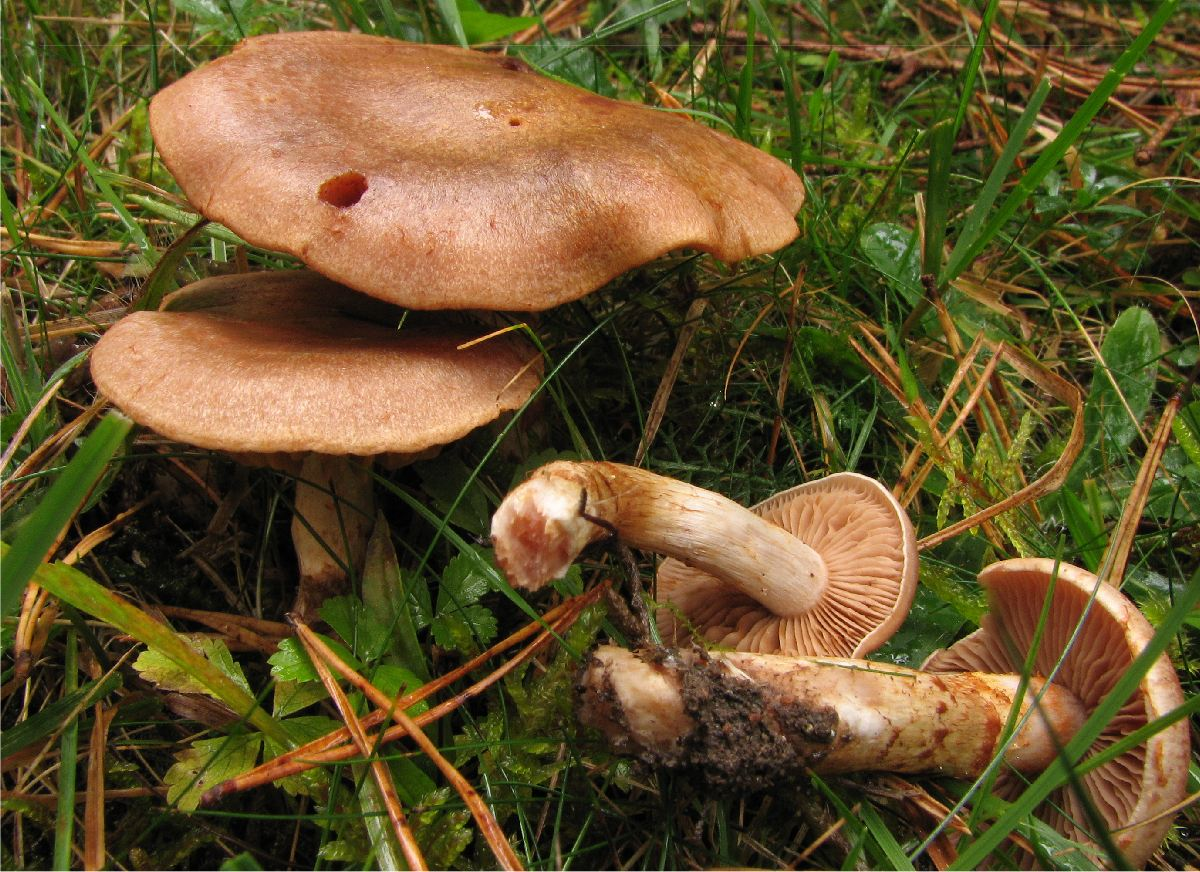
!Cortinarius spilomeus!
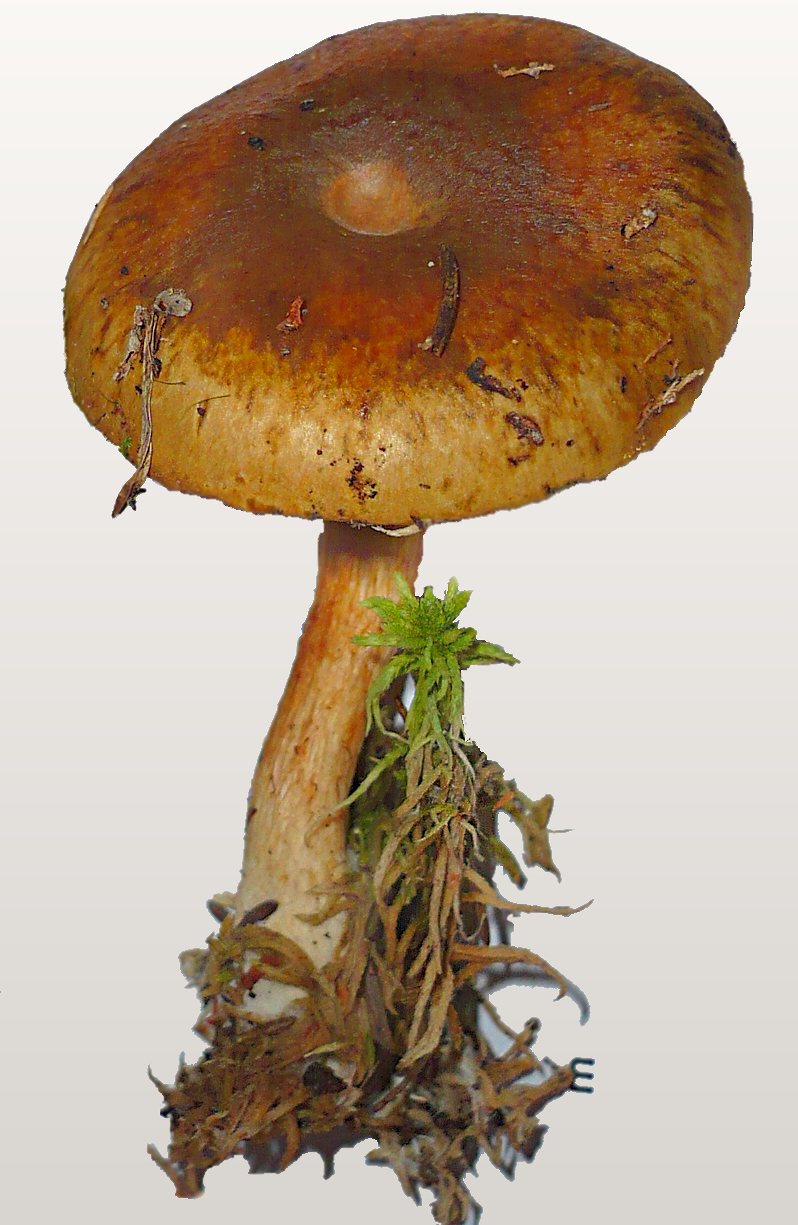
!Cortinarius subtortus!
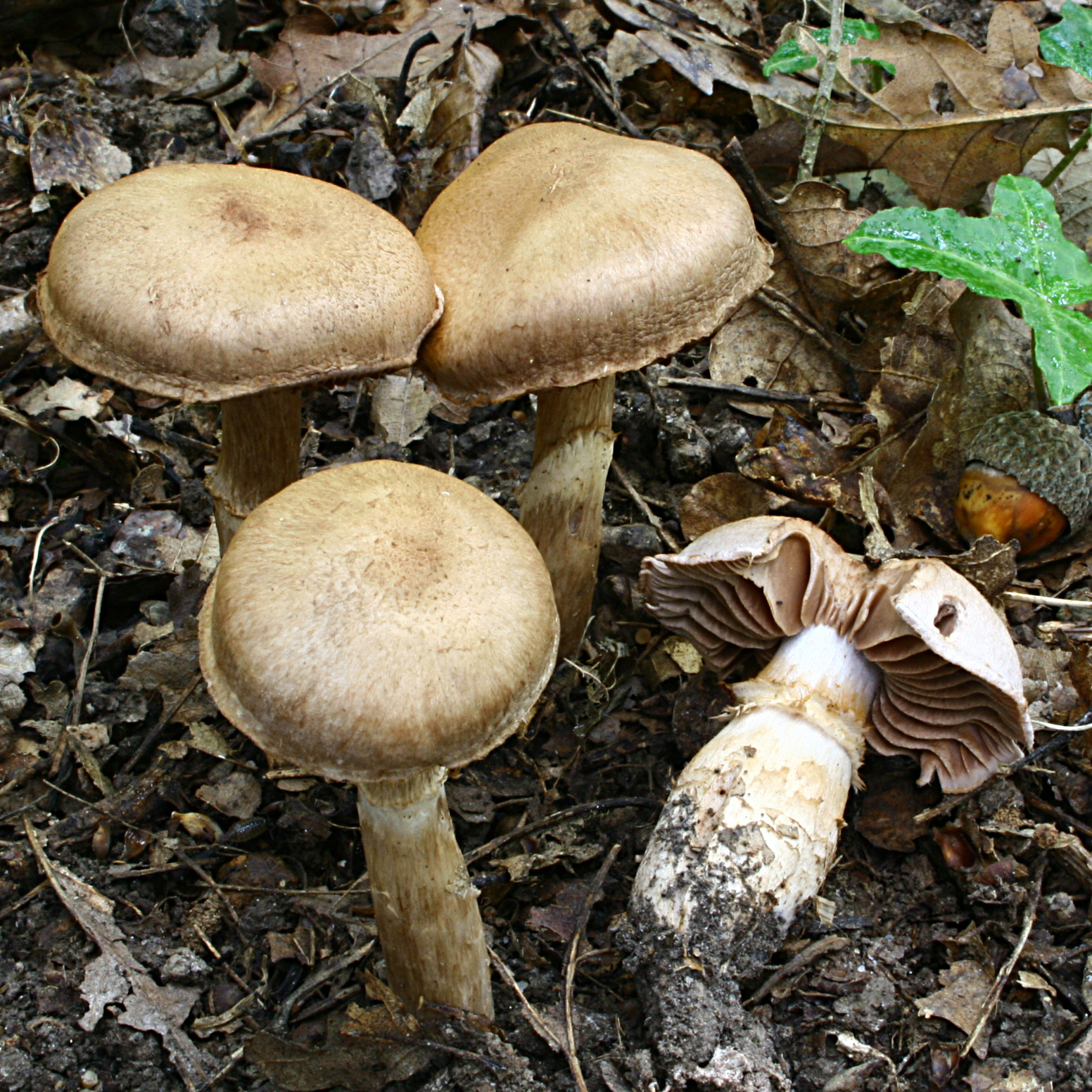
!Cortinarius torvus!
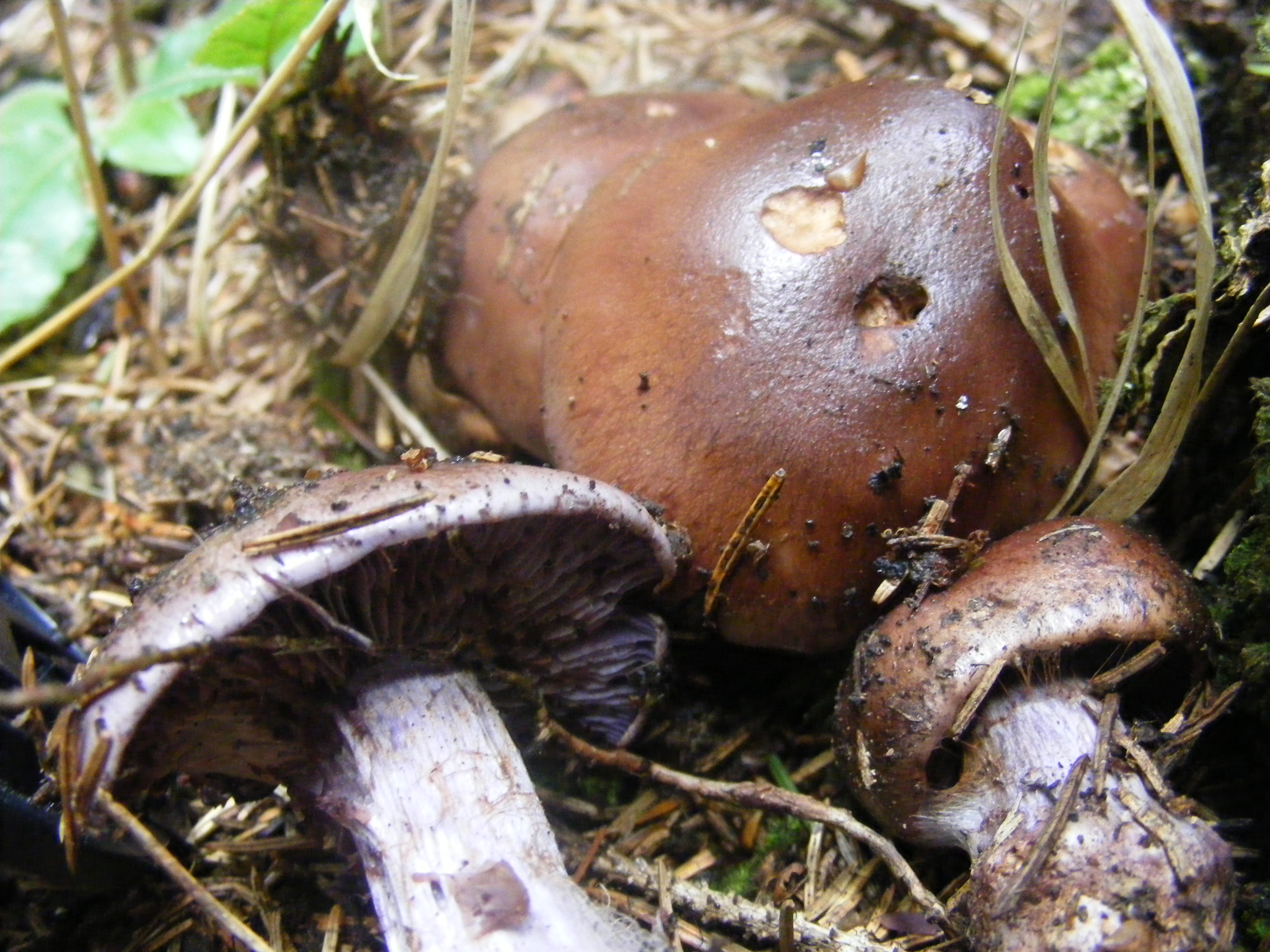
!!Cortinarius traganus!!
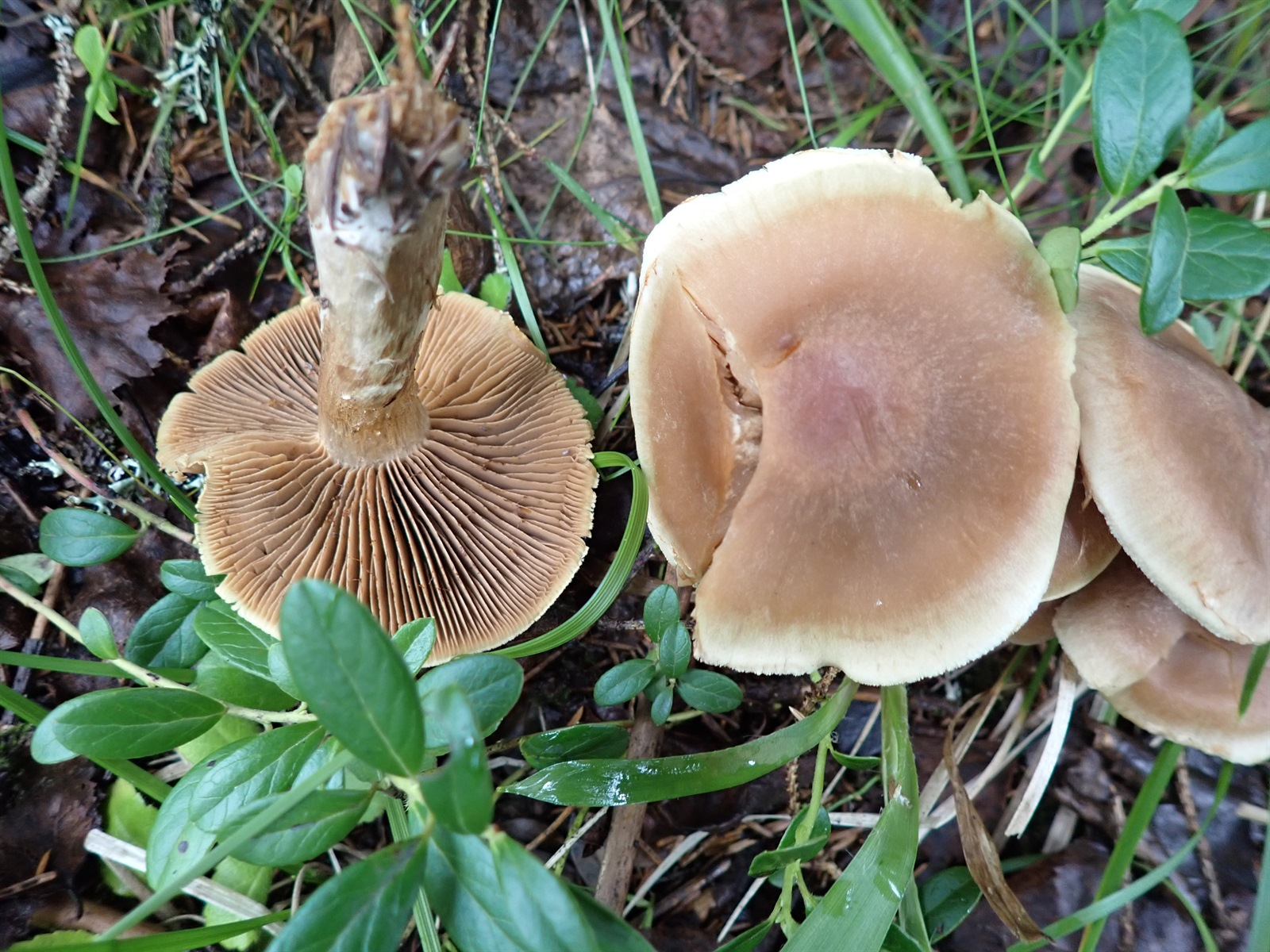
!Cortinarius triformis!
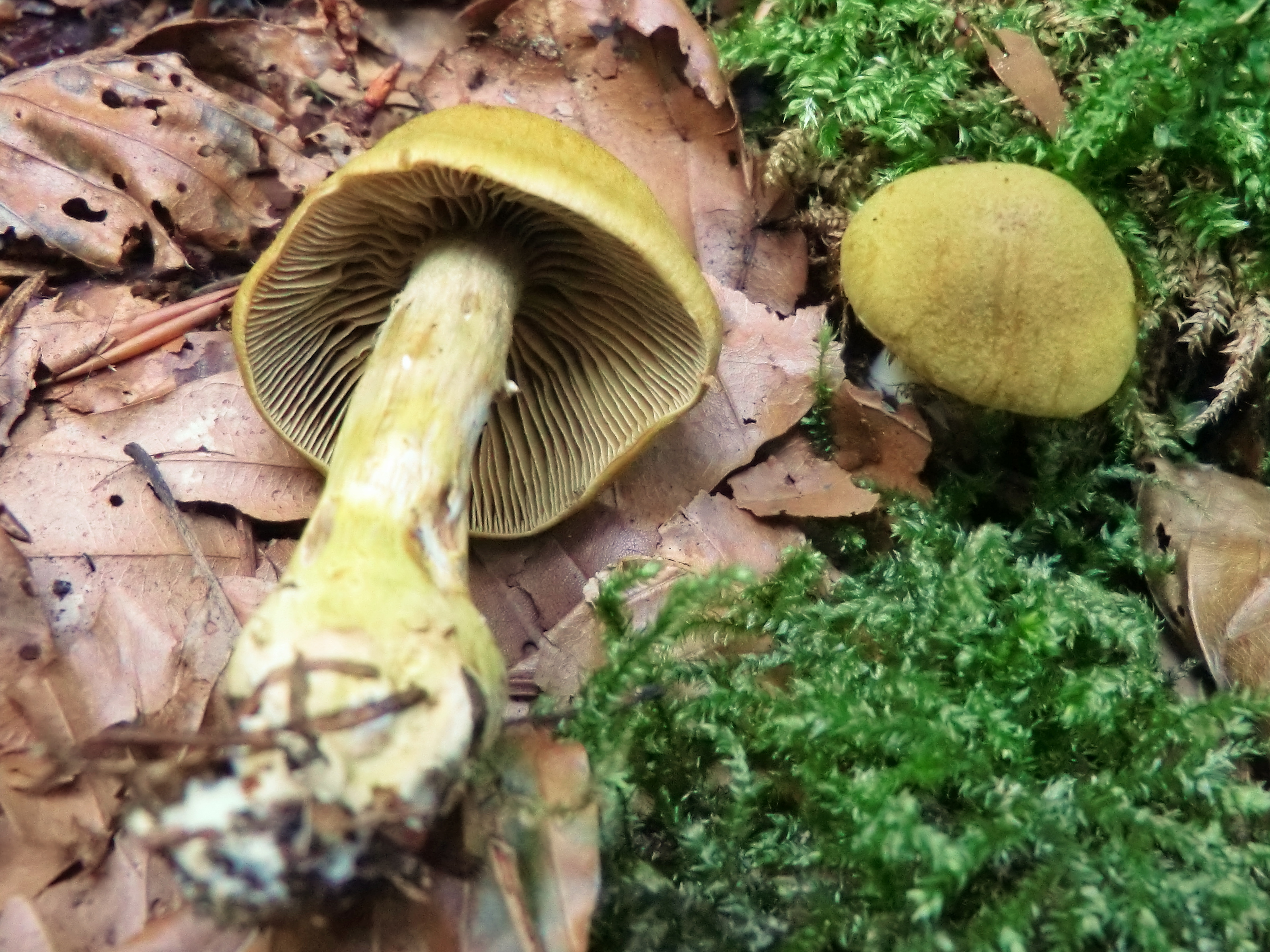
!!Cortinarius venetus!!

## Valorificare
Specia este văzută necomestibilă pe scară largă din cauza exteriorului lânos precum mirosului de ridiche. Unii micologi o declară suspectă, astfel de exemplu Bruno Cetto, dar intoxicații n-au fost raportate până în prezent (2022).